# Shimomuraia
Shimomuraia is een kevergeslacht uit de familie van de boktorren (Cerambycidae). De wetenschappelijke naam van het geslacht werd voor het eerst geldig gepubliceerd in 1989 door Hayashi & Villiers.

## Soorten
Shimomuraia omvat de volgende soorten:
- Shimomuraia laosensis (Pic, 1923)
- Shimomuraia notabilis (Shimomura, 1988)